# Hakoah Viena
El Hakoah Viena (en alemán: Sport Club Hakoah Wien) fue un equipo de fútbol de la ciudad de Viena (Austria). Su característica principal es que estaba formado por judíos. Alguna vez jugó en el Campeonato de Austria, la primera división de fútbol del país.

## Historia

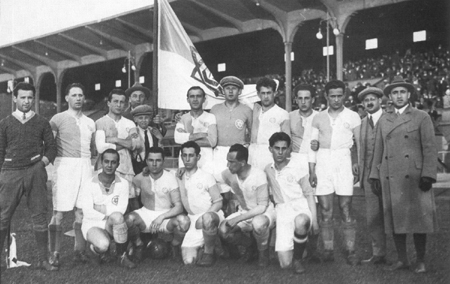
Hakoah Viena en 1925.

Fue fundado en el año 1909 en la capital Viena como un club multideportivo por los sionistas Fritz Löhner-Beda e Ignaz Herman Körner y el nombre Hakoah significa La Fuerza en el idioma hebreo. El club estaba inspirado en la teoría del Judaísmo Muscular de Max Nordau y en su primer año de existencia el club participó en deportes como atletismo, fútbol, esgrima, hockey sobre hierba, lucha y natación.
Fue uno de los primeros equipos de fútbol en Austria en contratar jugadores provenientes del extranjero, principalmente trayendo jugadores de ascendencia judía de Londres y Nueva York, y como consecuencia, el club tenía bastante apoyo de Estados Unidos, Inglaterra y posteriormente de Rusia cuando realizaban giras de pretemporada, disputando partidos de fogueo, e incluso llamó la atención de personajes de ascendencia judía como el escritor Franz Kafka. Como consecuencia, el club conseguía ingresos por medio del mercadeo con la venta de artículos relacionados al equipo como camisetas, haciendo al club atractivo para los judíos.
En la temporada de 1924/25, el portero titular del club, el húngaro Alexander Fabian se rompe el brazo, pero como en esos años no existían las sustituciones, se amarró el brazo y jugó el resto del partido como delantero, y siete minutos después, anotó el gol con el que el Hakoah Viena ganó el título de liga.
El club luego de eso, desarrolló una serie de movimientos en el fútbol para combatir el antisemitismo, y nacieron otros clubes similares en otras partes del mundo como el New York Hakoah, que ganó la National Challenge Cup en 1929 o el Hakoah Tel Aviv en Israel, pero la salida de varios jugadores hicieron al Hakoah Viena un club menos competitivo en Austria, aunque durante el periodo de entre-guerra contaba con más de 5000 afiliados.
Luego del Anschluss en 1938, la Federación Alemana de Fútbol hizo desaparecer al club y anular todos sus partidos por la ocupación alemana en Austria, incluso utilizaron su estadio para una fiesta nazi, pero el club de fútbol fue refundado en 1945 y existió hasta su desaparición en 1949.
El club disputó 15 temporadas en la primera división y 41 en la segunda división de Austria, en donde disputó en la máxima categoría 338 partidos, de los cuales ganó 104 y su récord histórico fue más de pérdidas que de ganancias.

### Resurrección
En el año 2000 la comunidad judía de Viena compró los terrenos del desaparecido club cerca del Prater Park por 10 millones de euros con el fin de crear un centro comunitario, que para el año 2006 ya contaba con 400 miembros y en categorías inferiores nace el club SC Maccabi Viena, el cual construyó un estadio nuevo el 11 de marzo de 2008.

## Palmarés
- Campeonato de Austria: 1

1924/25
- Segunda División de Austria: 2

1919/20, 1928/29

## Jugadores

### Jugadores destacados

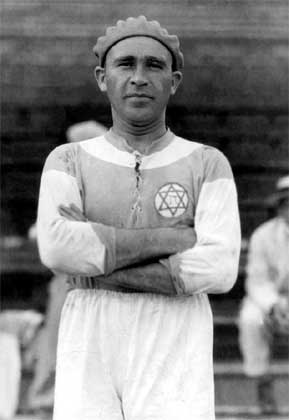
Béla Guttmann

- József Eisenhoffer
- Sander Fabian
- Richard Fried
- Max Gold
- Jozsef Grunfeld
- Max Grünwald
- Béla Guttmann
- Moritz Häusler
- "Fuss" Heinrich
- Alois Hess
- Norbert Katz
- Alexander Nemes-Neufeld
- Egon Pollak
- Benno Posaner
- Max Scheuer
- Yochanan Schey
- Alfred Schönfeld
- Heinrich Schönfeld
- Ernő Schwarz
- Joseph Stross
- Jacob Wagner
- Max Wortmann
- Siegfried Wortmann

## Entrenadores

### Entrenadores destacados
- Béla Guttmann (1932-33)